# Política de Kenia
La política de Kenia tienen lugar en el marco de una presidencia democrática representativa republicana, mediante el cual el presidente de Kenia es a la vez jefe de Estado y jefe de gobierno, y de un sistema multipartidista, de acuerdo con una nueva constitución aprobada en 2010. 
El poder ejecutivo es ejercido por la rama ejecutiva del gobierno, encabezada por el presidente, que preside el gabinete, que está compuesto por personas elegidas de fuera del parlamento.  El poder legislativo reside exclusivamente en el Parlamento.  El poder judicial es independiente del ejecutivo y de la legislatura.  The Economist Intelligence Unit ha calificado a Kenia como " régimen híbrido " en 2016.

## Rama ejecutiva
El presidente es elegido por un término de cinco años por el pueblo.  A partir de las elecciones generales de marzo de 2013, la Constitución de Kenia tiene dos requisitos para que cualquier candidato sea declarado ganador: 
- para ganar al menos el 25% de los votos en la mayoría de los cuarenta y siete condados de Kenia[2]
- Para obtener el 50% + 1 voto del total de votos válidos.

Si ninguno de los candidatos cumple con estos requisitos, habrá una segunda vuelta entre los dos contendientes con el mayor número de votos.  El Vicepresidente es el compañero de fórmula del candidato que gana las elecciones presidenciales, mientras que otros miembros del gabinete serán nombrados, con la aprobación de la Asamblea Nacional, fuera del Parlamento. 
Entre 2008 y 2013, Kenia estuvo gobernada por una Gran coalición, establecida por un acuerdo de poder compartido, firmado por el entonces presidente Mwai Kibaki y el Primer Ministro Raila Odinga del Movimiento Democrático de Orange .  Ese gobierno presentó el cargo de primer ministro y ministros designados para reflejar la fuerza relativa de los partidos políticos en el Décimo Parlamento de Kenia en el cual el partido Raila Odinga , el Movimiento Democrático de Orange, fue el partido más grande.  Según el acuerdo de poder compartido, cada uno de los dos partidos principales también nombró a un vice primer ministro.

## Poder Legislativo

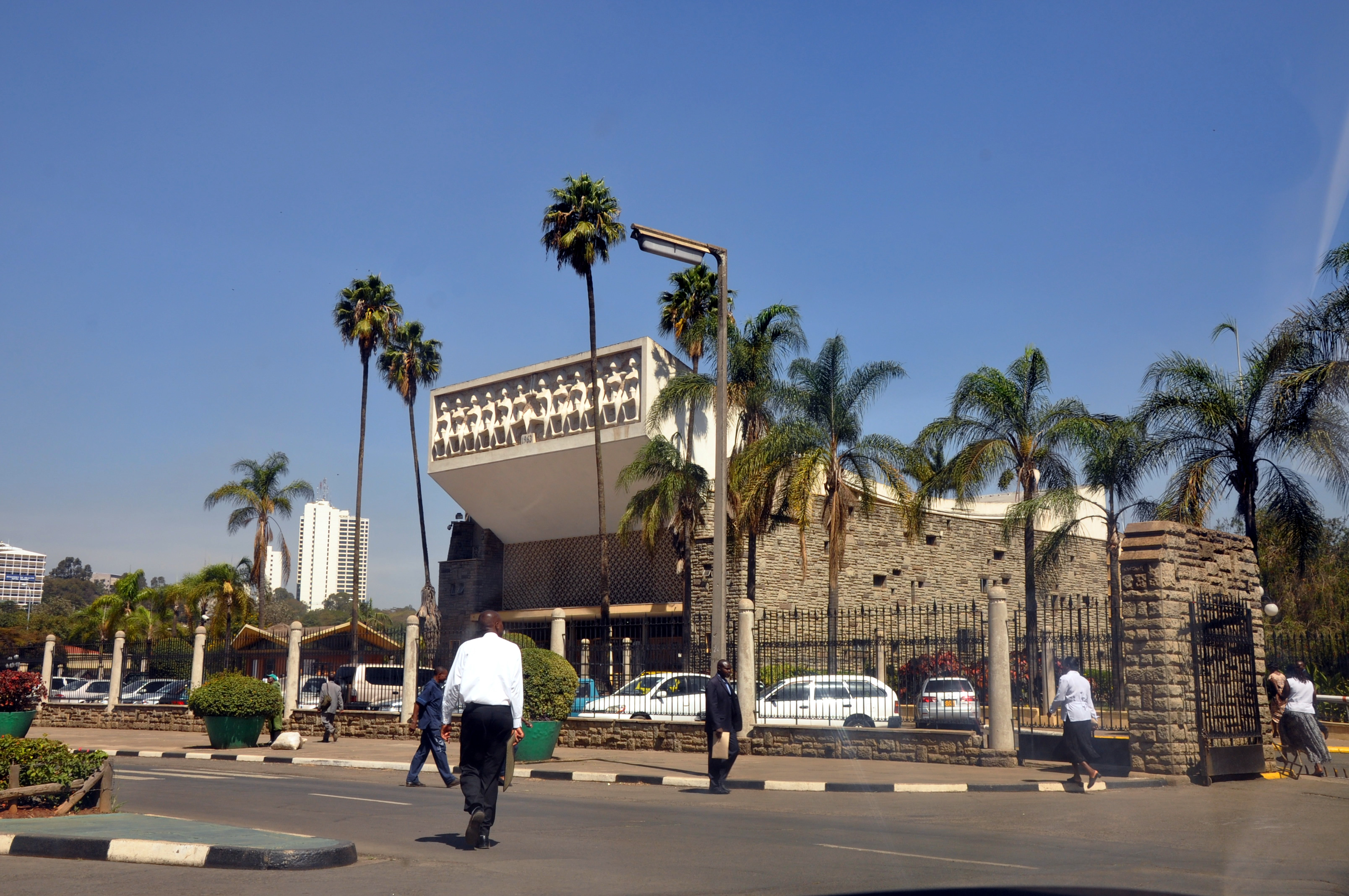
La Asamblea Nacional de Kenia.

El Parlamento bicameral está formado por una asamblea nacional y el senado.  La Asamblea Nacional, o Bunge , tiene 349 miembros, 290 miembros elegidos por un período de cinco años en distritos electorales de un solo asiento, 47 mujeres elegidas de cada condado, 12 miembros nominados por partidos políticos en proporción a su parte de escaños ganados en el único constituyentes miembros, y un miembro de oficio: el orador.
También hay un senado con 67 miembros. 47 elegidos de condados que actúan como miembros de un solo miembro, 16 mujeres nominadas por los partidos políticos, un hombre y una mujer que representan a los jóvenes y un hombre y una mujer que representan a las personas con discapacidad. El orador es un miembro de oficio. Edificio del Parlamento de Kenia 

## Rama Judicial
El poder judicial está dividido en Tribunales Superiores y Tribunales Subordinados.  Los Tribunales Superiores están compuestos por: un juez principal, un juez presidente adjunto (que son miembros del Tribunal Supremo), jueces del Tribunal Supremo, jueces del Tribunal Superior y jueces del Tribunal de Apelación de Kenia (no jueces asociados) nombrados por una Comisión de Servicio Judicial independiente.  El Presidente del Tribunal Supremo y su adjunto son designados por el presidente de entre los nombres seleccionados por la Comisión del Servicio Judicial y votados por la Asamblea Nacional.  Los tribunales subordinados son los tribunales de magistrados, los tribunales de Kadhi y los tribunales de guerra.  El máximo juez actual es David Maraga. 

## Divisiones administrativas
Según la Constitución de 2010, Kenia está dividida en 47 condados (incluidas las ciudades de Nairobi y Mombasa ), cada una de las cuales está compuesta por un número total de distritos electorales .  Cada condado tiene una Asamblea elegida, cuyos miembros son elegidos de los distritos de un solo miembro. 
Hay disposiciones para que los miembros adicionales de la Asamblea sean nombrados para mejorar el equilibrio de género y para representar a grupos especiales como personas con discapacidades y jóvenes.  Cada condado es administrado por un Gobernador electo y un Vicegobernador, respaldado por un Comité Ejecutivo cuyos otros miembros son seleccionados de la asamblea del condado. 

## Condiciones políticas

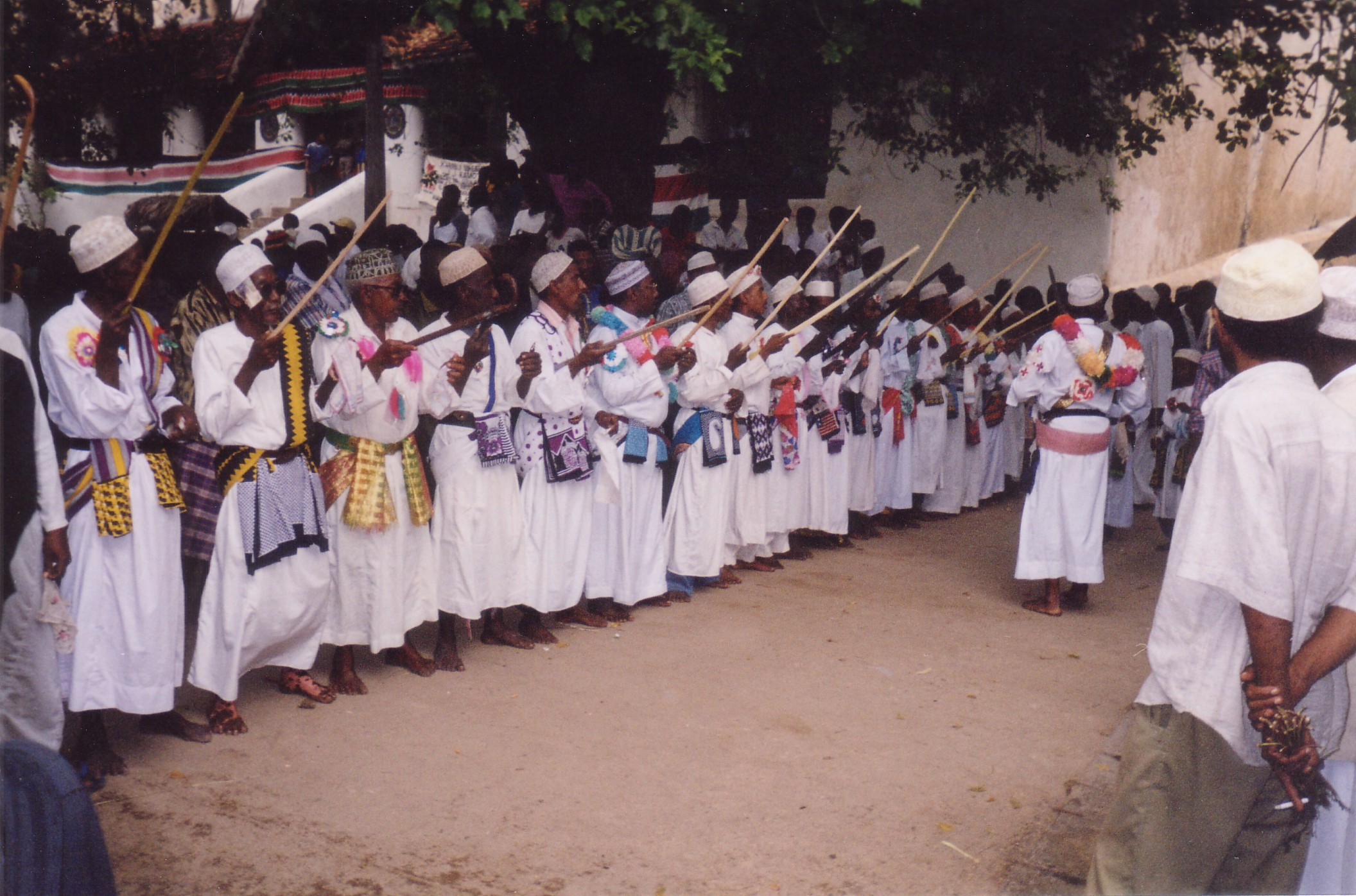
Un desfile político en Lamu, celebrado en julio de 2001.

Desde su independencia en 1963, Kenia ha mantenido una estabilidad notable, a pesar de los cambios en su sistema político y las crisis en los países vecinos.  Especialmente desde el resurgimiento de la democracia multipartidista, los kenianos han disfrutado de un mayor grado de libertad.  Una iniciativa de reforma parlamentaria multipartidista en el otoño de 1997 revisó algunas leyes opresivas heredadas de la era colonial que se habían utilizado para limitar la libertad de expresión y reunión.  Esto mejoró las libertades públicas y contribuyó a elecciones nacionales generalmente creíbles en diciembre de 1997. 
En diciembre de 2002, Kenia celebró elecciones democráticas y abiertas y eligió a Mwai Kibaki como su nuevo presidente.  Las elecciones, que fueron juzgadas libres y justas por observadores locales e internacionales, marcaron un importante punto de inflexión en la evolución democrática de Kenia.  El presidente Kibaki hizo campaña sobre una política para generar crecimiento económico, mejorar la educación, combatir la corrupción e implementar una nueva constitución, cuyo borrador fue producido por el profesor Ghai bajo el régimen de Moi.  Se ha logrado un éxito considerable en las dos primeras áreas de políticas, el proceso constitucional se ha entorpecido (ver más abajo) y la lucha contra la corrupción ha sido un desastre. 
Ha habido grandes escándalos (incluyendo Anglo-Leasing ), que el gobierno no ha investigado.  John Githongo , entonces Secretario Permanente del Presidente de Ética y Gobernabilidad, renunció en protesta, y los países donantes, en particular los británicos, han hecho críticas públicas a la falta de progreso.  Tras los desacuerdos entre los socios en la coalición de gobierno de entonces, la reforma constitucional se había desarrollado más lentamente de lo previsto.  La facción NAK (aliada al presidente Kibaki) favoreció un sistema presidencial centralizado, mientras que la facción del PLD, que tenía menos escaños parlamentarios en esa coalición que NAK, exigía un sistema parlamentario federal, al que en algunos círculos se llamaba Majimbo . 

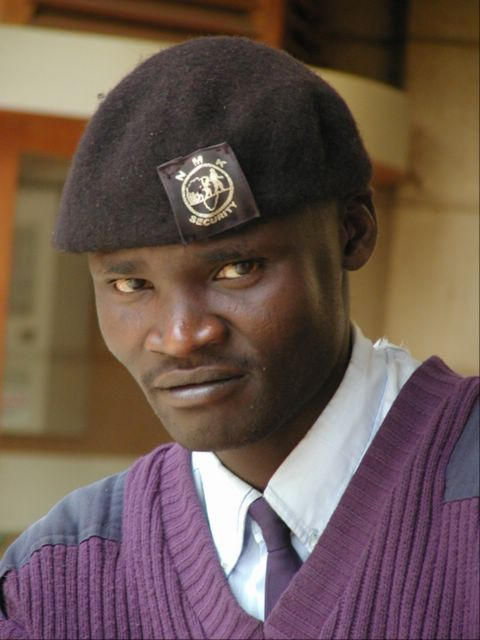
Un oficial de seguridad privada de Kenia.

Antes de las elecciones de 2002, se acordó un Memorando de Entendimiento (MoU) entre NAK y LDP, que sentó las bases para que los dos grupos disputaran la elección bajo la bandera de NARC (Rainbow Alliance).  El memorando de entendimiento acordó que se establecería una nueva constitución poco después de la elección, que contemplaba el nuevo rol de un primer ministro fuerte, mientras que debilitaba el rol de presidente.  Raila Odinga, entonces líder del PLD , mantuvo sus aspiraciones de convertirse en Primer Ministro.  Sin embargo, ese borrador de constitución fue modificado por el gobierno a partir de lo que fue escrito por el profesor Ghai y modificado por el comité de Bomas. 
Esto mantuvo a un presidente fuerte, que controla a un primer ministro más débil.  Esto llevó a una división entre NAK y LDP, con la primera campaña por un voto de "Sí" en un referéndum de 2005 sobre la constitución y la última un "No".  También apoyando un voto de "No" fue la mayoría del partido KANU de Uhuru Kenyatta, el único partido de gobierno desde la independencia hasta 2002.  El resultado de ese referéndum, en el que se rechazó el borrador de constitución, marcó un realineamiento más amplio antes de las elecciones de 2007, en el que el equipo No se reorganizó como el Movimiento Democrático de Orange con Raila Odinga como su abanderado presidencial, mientras que los de Sí. El equipo terminó en varios partidos políticos, incluido el Partido de la Unidad Nacional . 
Las disputas internas dentro de esa coalición gobernante también afectaron negativamente otras áreas cruciales de la gobernabilidad, en particular la privatización a gran escala planificada de empresas de propiedad del gobierno.  Se creía en gran medida que las elecciones presidenciales de 2007 habían sido defectuosas con observadores internacionales que afirmaban que no cumplían con los estándares regionales o internacionales.  La mayoría de los observadores sugieren que el proceso de conteo de los resultados presidenciales fue manipulado en beneficio del presidente en ejercicio, Mwai Kibaki , a pesar de las abrumadoras indicaciones de que su rival y el subsiguiente primer ministro de Kenia, Raila Odinga , ganaron la elección.  En julio de 2008, se publicaron las encuestas de salida encargadas por el gobierno de EE. UU., Lo que reveló que Odinga había ganado la elección por un margen cómodo del 6%, muy por fuera del margen de error de 1,3% de la encuesta.
Hubo una violencia significativa y generalizada en Kenia ( 2007-2008, crisis de Kenia ) luego del anuncio sin precedentes de Kibaki como el ganador de las elecciones presidenciales de 2007 .  La violencia llevó a la muerte de casi 1.000 personas y al desplazamiento de casi 600.000 personas.  Algunos investigadores señalan que permitió el arreglo violento de disputas de tierras entre grupos étnicos por conceptos controvertidos de "patrias ancestrales".
Se logró una solución diplomática, ya que los dos rivales se unieron más tarde en un gran gobierno de coalición luego de una mediación internacional, encabezada por el exsecretario general de la ONU, Kofi Annan, en virtud del Acta de Acuerdo de Conciliación Nacional del poder compartido, arraigada en la Constitución.  Tras el acuerdo, el poder fue compartido entre el presidente Mwai Kibaki y el primer ministro, Raila Odinga .  Se recomendaron varios pasos para garantizar la estabilidad y la paz de la Nación durante las negociaciones que llevaron a la formación del gobierno de la Coalición.  Una de estas reformas fue la famosa Agenda 4 que trata las reformas en varios sectores.  Una nueva constitución fue identificada como un área clave en el cumplimiento de la Agenda 4.  Se publicó un borrador de constitución y los kenianos lo adoptaron en una votación el 4 de agosto de 2010.  En 2013, el gobierno de coalición se volvió ineficaz debido a la constitución.  Se celebraron elecciones generales y la coalición de Jubileo con el presidente, Uhuru Kenyatta y el vicepresidente, William Samoei Ruto se aseguró la victoria.  La nueva constitución también prevé una cámara bicameral, el Senado y la Asamblea Nacional.  Estos se llenaron debidamente con los candidatos elegidos.  La nación también se dividió en condados encabezados por gobernadores y representados en el senado por senadores.  Las mujeres en estos condados también estuvieron representadas al elegir representantes de mujeres.  El mandato de cinco años finalizó en 2017 y el país se preparó para las elecciones.

## Participación de la organización internacional.
Kenia es miembro de  
1. Estados de África, del Caribe y del Pacífico
2. Banco Africano de Desarrollo
3. Unión Africana
4. Mancomunidad de Naciones
5. Banco Africano de Desarrollo
6. Comisión Económica para África
7. Organización de las Naciones Unidas para la Alimentación y la Agricultura
8. Grupo de los 15
9. Grupo de los 77
10. Organismo Internacional de Energía Atómica
11. Banco Internacional de Reconstrucción y Fomento
12. Organización de Aviación Civil Internacional
13. Corte Penal Internacional
14. Cruz Roja
15. Asociación Internacional de Fomento
16. Fondo Internacional de Desarrollo AgrícolaI
17. Corporación Financiera Internacional
18. Autoridad Intergubernamental sobre el Desarrollo de África Oriental
19. Autoridad Intergubernamental sobre el Desarrollo de África Oriental
20. Fondo Monetario Internacional
21. Organización Marítima Internacional
22. Confederación Sindical InternacionaI
23. Interpol
24. Comité Olímpico Internacional
25. Organización Internacional para las Migraciones
26. Organización Internacional de Normalización
27. Unión Internacional de Telecomunicaciones
28. Misión de Naciones Unidas para el referendo en el Sahara Occidental
29. Misión de las Naciones Unidas en la República Democrática del Congo
30. Movimiento de Países No Alineados
31. Organización para la Prohibición de las Armas Químicas
32. Organización de las Naciones Unidas
33. Misión de las Naciones Unidas en Sierra Leona
34. Conferencia de las Naciones Unidas sobre Comercio y Desarrollo
35. Unesco
36. Organización de las Naciones Unidas para el Desarrollo Industrial
37. Misión de Observación de las Naciones Unidas para Irak y Kuwait
38. UNMEE
39. Misión de las Naciones Unidas en Bosnia y Herzegovina
40. Misión de Administración Provisional de las Naciones Unidas en Kosovo
41. Misión de las Naciones Unidas de Apoyo a Timor Oriental
42. Misión de Observadores de las Naciones Unidas en Prevlaka
43. Misión de Observadores de las Naciones Unidas en Prevlaka
44. Universidad de Naciones Unidas
45. Unión Postal Universal
46. Organización Mundial de Aduanas
47. Organización Mundial de la Salud
48. Organización Mundial de la Propiedad Intelectual
49. Organización Meteorológica Mundial
50. Organización Mundial del Turismo
51. Organización Mundial del Comercio

## Otras lecturas
- Michaela Wrong (2010), es nuestro turno para comer: la historia de un silbato de Kenia , Fourth Estate , revisada en The Daily Telegraph .